# Fresno de la Vega
Fresno de la Vega – gmina w Hiszpanii, w prowincji León, w Kastylii i León, o powierzchni 15,14 km². W 2011 roku gmina liczyła 654 mieszkańców.